# Festuca chodatiana
Festuca chodatiana là một loài thực vật có hoa trong họ Hòa thảo. Loài này được (St.-Yves) E.B.Alexeev mô tả khoa học đầu tiên năm 1986.